# Rodrigo Mercado Pelufo
Rodrigo Antonio Mercado Pelufo, alias "Cadena" o "Rodrigo Cadena" (Macayepo, septiembre de 1965 -?)  fue un paramilitar colombiano que fue el segundo hombre al mando del Bloque Héroes de los Montes de María de las Autodefensas Unidas de Colombia que comandaba alias Diego Vecino, aunque no se ha encontrado su cuerpo se presume que falleció.
Mercado Pelufo fue responsable de varias masacres y asesinatos selectivos en el departamento de Sucre. Comandaba a su banda desde una finca ubicada en la población de San Onofre donde se instaló desde la década de 1990, allí, según los pobladores, desaparecieron más de 3.000 personas por las acciones de su banda.
Igualmente, se presume, tenía importantes influencias políticas en el departamento ya que su cuñado llegó a ser secretario del departamento y la exrepresentante a la cámara Muriel Benito Revollo del Partido Cambio Radical condenada por el escándalo de la parapolítica, aceptó los cargos de haberse favorecido electoralmente gracias a sus vínculos con Cadena. También se conoce una grabación telefónica, revelada por la Revista Semana, donde Cadena menciona beneficios electorales para Zulema Jattin Corrales, senadora del Partido de la U.

## Masacres
Según informes de prensa Mercado Pelufo tenía fama de ser uno de los hombres más sanguinarios del grupo paramilitar, ya que comandó la masacre de 40 personas en El Salado en el departamento de Bolívar el 17 de febrero del año 2000. En el mes de octubre comandaría el grupo que ejecutó la Masacre de Macayepo cerca de los Montes de María donde se masacraron a 15 campesino con garrotes, piedras y machetes, al año siguiente ejecutaría con su grupo la Masacre de Chengue en Ovejas, Sucre, donde murieron 24 campesinos. También es acusado de participar en por lo menos 70 asesinatos selectivos de personas cuyos cuerpos fueron hallados en fosas comunes en fincas de San Onofre.

## Desaparecido
En el año 2005, durante las conversaciones del proceso de desmovilización con los paramilitares que adelantó el gobierno de Álvaro Uribe Vélez en Santa Fe de Ralito, Mercado Pelufo desapareció y el vehículo en el que viajaba se encontró quemado, razón por la cual se presume su muerte. No obstante ha recibido algunas condenas de la justicia por sus acciones, tales como la dictada en septiembre de 2011 en la ciudad de Sincelejo por el asesinato de Eudaldo Díaz, alcalde de El Roble.